# Karl Ferstl
Karl Ferstl est un skipper autrichien né le 31 décembre 1945.

## Carrière
Karl Ferstl obtient une médaille d'argent olympique de voile en classe Star aux Jeux olympiques d'été de 1980 de Moscou. À cette occasion, il était aussi porte-drapeau de la délégation autrichienne.